# Špionica Centar
Špionica Centar es un pueblo en el municipio de Srebrenik, Bosnia y Herzegovina.

## Historia
El asentamiento de Špionica Centar se creó en 1981 al separarlo del asentamiento de Špionica Gornja.

## Demografía
Según el censo de 2013, su población era de 647 habitantes.
| 589        | 647 |
| (Fuente: ) |     |